# فهرست غربی‌هایی که قبل از سال ۱۸۶۸ از ژاپن دیدار کردند
فهرست غربی‌هایی که قبل از سال ۱۸۶۸ از ژاپن دیدار کردند این فهرست شامل اروپایی و آمریکایی‌های برجسته‌ای می‌شود که قبل از اصلاحات میجی از ژاپن دیدار کردند. پس از نام هر فرد سال نخستین دیدار، کشور مبدأ و توضیح مختصری به دنبال آن آمده‌است.

## قرن شانزدهم
- فردیناند مندس پینتو (۱۵۴۳، پرتغال) در میان نخستین غربی‌ها بودکه ژاپن سفر کرد و در مورد معرفی سلاح گرم به ژاپنی‌ها نوشت.[۱]
- فرانسیسکو زاویر (۱۵۴۹، پادشاهی ناوار، در مأموریت پرتغال) نخستین مبلغ کلیسای کاتولیک که مسیحیت را به ژاپن آورد.[۲]
- کوسمی د تورس (۱۵۴۹، اسپانیا) یک یسوعی که موفقیت شد نخستین دایمیو ژاپنی به نام اومورا سومیتادا را به دین مسیحیت دربیاورد.[۳]
- لوئیس فرویس (۱۵۶۳، پرتغال) عضو انجمن عیسی که دوست اودا نوبوناگا شد و بعدها یک گزارش منتشر کرد.[۴][۵] مستندات او هنوز هم به عنوان یک منبع مهم برای مورخان ژاپنی مورد استفاده است.[۶]
- ژواو رودریگز (۱۵۷۷، پرتغال) عضو انجمن عیسی کشیشی که کار مبلغی را در ژاپن به عهده گرفت و به عنوان مترجم برای هر دو تویوتومی هیده‌یوشی و توکوگاوا ایه‌یاسو خدمت کرده‌است. رودریگز همچنین برای نوشتن آثار قابل توجه در فرهنگ و زبان ژاپنی شناخته شده‌است.[۷]

## قرن هفدهم
- ویلیام آدامز (دریانورد) (۱۶۰۰، انگلستان) - نخستین انگلیسی که با کشتی لیفده به ژاپن رسیده‌است. نخستین فرد غربی که توسط شوگون توکوگاوا ایه‌یاسو یک سامورایی شد.[۸][۹]
- یان یوستن فان لودنشتاین (۱۶۰۰، هلند) - هم سفر آدامز که او نیز یک سامورایی و مشاور برای شوگون شد. به یاد او (بر اساس تنوع لهجه) منطقهٔ یائسو در توکیو نامگذاری شده‌است.[۸][۹]
- ملخیور فان سانتفورت (۱۶۰۰، هلند) -   هم سفر آدامز بود.  سانتفورت در ژاپن باقی ماند، و ۳۹ سال در بندر ناگاساکی به تجارت اشتغال داشت.
- کریشتاوائو فریرا (۱۶۰۹، پرتغال) - یک مبلغ یسوعی که پس از اینکه در اقدامات ضد مسیحی ژاپن شکنجه شد به ارتداد روی آورد. ارتداد او موضوع اصلی رمان  سکوت (رمان)  است که توسط اندو شوساکو نوشته شده‌است.[۱۰]
- لوئیس سوتلو (۱۶۰۹، اسپانیا) - راهب صومعه فرانسیسکن بود که دایمیو داته ماسامونه در منطقه ناحیه توهوکو ژاپن، را به دین مسیحیت درآورد. او پس از اینکه دوباره به‌طور غیرقانونی در سال ۱۶۲۴ وارد ژاپن شد، اعدام شد.
- جان ساریس (۱۶۱۳، انگلستان) - کاپیتان کشتی انگلیسی کلو (کشتی) ( گل میخک ) بود که برای ایجاد یک تجارتخانه انگلیسی در ژاپن با شوگون توکوگاوا ایه‌یاسو ملاقات کرد.
- نیکلاس کوکه‌باکر (۱۶۳۳، هلند) - تاجر و رئیس تجارتخانه هلند در هیرادو، ناگاساکی، بود که به دولت در سال ۱۶۳۸ به جهت سرکوب شورشیان مسیحی ژاپنی به رهبری آماکوسا شیرو کمک کرد.[۱۱]
- جوزپه کیارا (۱۶۴۳، ایتالیایی) - او در زمانی وارد ژاپن شد که مسیحیت اکیداً ممنوع بود، در تلاش برای یافتن کشیش کریشتاوائو فیریرا که در سال ۱۶۳۳ به دلیل شکنجه توسط مقامات ژاپنی ایمان مسیحی خود را مرتد کرده بود. کیارا نیز شکنجه شد و در نهایت نیز مرتد شد.
- انگلبرت کمپفر (۱۶۹۰، هلند) - یک معتقد به فلسفه طبیعی و پزشک آلمانی. کتاب او به نام  تاریخ ژاپن  (پس از مرگ به زبان انگلیسی در ۱۷۲۷ منتشر شده) به منبع اصلی دانش غربی در مورد کشور ژاپن برای نزدیک به دو قرن تبدیل شد.[۱۲]

توجه: در سال ۱۶۳۹، دولت ژاپن سیاست ساکوکو را به اجرا گذاشت که خارجی‌ها را از ورود به قلمرو ژاپن ممنوع اعلام کرد تنها استثنا در این قانون تجار هلندی و کارگران مرتبط بودند. آن‌ها مجاز بودند در جزیره دجیما زندگی کنند. این سیاست تا ۱۸۵۴ به طول انجامید.

## قرن هیجدهم
- جووانی باتیستا سیدوتی (۱۷۰۰، ایتالیا) کشیش یسوعی ایتالیایی که به‌طور غیرقانونی وارد ژاپن و دستگیر شد. ارتباطات خود را با محقق آرای هاکوسکی در کتاب سی یو کیبان ثبت کرد.[۱۳]
- ایزاک تیتسینگ (۱۷۷۹–۱۷۸۴) یک هلندی و کارمند کمپانی هند شرقی هلند در دجیما در خلیج ناگاساکی[۱۴]
- آدام لاکسمن (۱۷۹۲، روسیه) یک ناوبر روسی که در هوکایدو زندگی می‌کرد. او توسط کاترین دوم روسیه برای بازگشت Daikokuya Kōdayū به ژاپن فرستاده شد.[۱۵]
- کارل پیتر تونبرگ (۱۷۷۵، سوئد) یک طبیعت‌گرای سوئدی که به عنوان یک جراح با کشتی کمپانی هند شرقی هلند به ژاپن آمد. او از پیروان کارل لینه و فعالیت‌های علمی‌اش شرح مفصلی از گیاهان و جانوران ژاپن بود.[۱۶]
- هندریک دوف (۱۷۹۹، هلند) مدیر ارشد کمپانی هند شرقی هلند بود.[۱۷]

## قرن نوزدهم
- نیکلای رزانوف (۱۸۰۴، روسیه) یک دیپلمات رسمی که به مدت ۶ ماه در ناگاساکی اقامت کرد. او از طرف الکساندر یکم (روسیه) به عنوان سفیر روسیه در ژاپن یک معاهده تجاری را راه اندازی کرد، اما تلاش‌های او توسط دولت ژاپن خنثی شدند.
- واسیلی گلوونین (۱۸۱۱، روسیه) یک هدایتگر روسی که به مدت دو سال در جزیره هوکایدو اسیر بود. کتاب او، اسارت در ژاپن در طول سال‌های ۱۸۱۱، ۱۸۱۲، ۱۸۱۳، به‌طور گسترده‌ای توسط اروپایی‌ها خوانده شد.[۱۸]
- فیلیپ فرانتس فن زیبلد (۱۸۲۳، هلند/آلمان) یک پزشک و گیاه‌شناس آلمانی/هلندی که در دجیما خدمت می‌کرد و طب غربی را به ژاپن آورد. او پس از اینکه به عنوان یک جاسوس در حادثه سیبولد متهم شد از ژاپن اخراج شد.[۱۹]
- هاینریش بورگر (۱۸۲۵..۱۸۳۵، هلند/آلمان), یک دانشمند آلمانی در خدمت هلندی که داروساز و گیاه‌شناس دردجیما شد.
- رونالد مکدونالد (۱۸۴۸، آمریکا), نخستین انگلیسی زبان که زبان انگلیسی را در ژاپن آموزش داد، انوسوکه مریما از دانش آموختگان او، یکی از مفسران و مسئول رسیدگی به مذاکرات بین متیو سی. پری و شوگونسالاری توکوگاوا شد.
- متیو سی. پری (۱۸۵۳، آمریکا) یک دریادار از نیروی دریایی ایالات متحده آمریکا که درهای ژاپن را به سوی غرب در سال ۱۸۵۴ باز کرد.[۲۰]
- یفیمی پوتیاتین (۱۸۵۳، روسیه), امضا کننده عهدنامه شیمودا
- تاونسند هریس (۱۸۵۵، آمریکا) نخستین سرکنسول آمریکا در ژاپن بود.[۲۱]
- هنری هیوسکن (۱۸۵۵، آمریکا) مترجم هلندی-آمریکایی کنسولگری آمریکا در ژاپن بود که توسط رونین ضد خارجی ترور شد. دفتر خاطرات او به عنوان «مجله ژاپن»، ۱۸۵۵–۱۸۶۱ منتشر شد.[۲۲]
- رادفورد الکوک (۱۸۵۹، انگلستان) نخستین نماینده دیپلماتیک بریتانیا که در ژاپن زندگی می‌کرد. کتاب او، «پایتخت تایکون»، یکی از نخستین کتاب‌هایی بود که به‌طور سیستماتیک به توصیف دوره ادو ژاپن پرداخته بود.[۲۳]
- جیمز کورتیس هپبورن (۱۸۵۹، آمریکا) یک پزشک آمریکایی، مربی و مبلغ مسیحی بود که برای درست کردن سیستم لاتین هپبورن شناخته شده‌است، این سیستم غربی‌ها را قادر به خواندن و نوشتن ژاپنی در خط رومی کرد.[۲۴]
- توماس بلیک گلاور (۱۸۵۹، انگلستان) A اسکاتلند تاجری که از مبارزان ضد دولت ادو پشتیبانی کرد. محل اقامت او در ناگاساکی هنوز هم به عنوان یک موزه گلوور باغ است.[۲۵]
- Margaret Tate Kinnear Ballagh (۱۸۶۱، آمریکا) مبلغ آمریکایی که در یوکوهاما زندگی می‌کردند. شرح و گزارش او "نگاه اجمالی به ژاپن قدیم، ۱۸۶۱–۱۸۶۶" تنها کتاب نوشته شده توسط یک زن غربی مقیم در ژاپن در دوره ادو است.[۲۶]
- نیکلاس ژاپن (۱۸۶۱، روسیه) یک کشیش، راهب، اسقف اعظم کلیسای ارتدکس روسی که کلیسای ارتدکس شرقی توسط او به ژاپن معرفی شده‌است.[۲۷]
- چارلز ویرگمن (۱۸۶۱، انگلستان) یک هنرمند انگلیسی و کاریکاتوریست، خالق «ژاپن پانچ» که نخستین مجله در ژاپن بود.[۲۸]
- چارلز لنکس ریچاردسون (۱۸۶۲، انگلستان) یک تاجر انگلیسی که توسط یک سامورایی در حادثه ناماموگی به قتل رسید این حادثه بعدها به بمباران کاگوشیما منجر شد.[۲۹]
- ارنست میسن ساتو (۱۸۶۲، انگلستان) یک دیپلمات انگلیسی که در طول بمباران کاگوشیما به مذاکرات کمک کرد، و یک دفتر خاطرات از کار خود را در ژاپن برجا گذاشت.[۳۰]
- امه اومبرت (۱۸۶۳، سوئیس) یک سیاستمدار سوئیسی که یک پیمان نامه با ژاپن بست و سپس کتابی به عنوان "ژاپن و ژاپنی مصور " که بسیاری از صحنه‌های دقیق از دوره ادو دوره ژاپن در آن ضبط شده را منتشر کرد.[۳۱]
- فلیچ بیتو (۱۸۶۵، انگلستان) یک عکاس که عکس‌های بسیار نادری از دیدگاه‌های او از دوره ادو ژاپن ثبت شده‌است.[۳۲]
- هاینریش شلیمان (۱۸۶۵، آلمان) باستان‌شناسی که به مدت دو ماه در ژاپن ماند.[۳۳]